# Składany smartfon
Składany smartfon, też fold, filp–phone – rodzaj smartfonu wyróżniający się składanym horyzontalnie lub wertykalnie elastycznym wyświetlaczem.
Pierwszym produkcyjnym modelem tego typu był Royole FlexPai, wydany w 2018 roku. Galaxy Fold miał premierę 20 lutego 2019, a pierwsze egzemplarze trafiły na rynek we wrześniu tego samego roku.